# UN List of Protected Areas

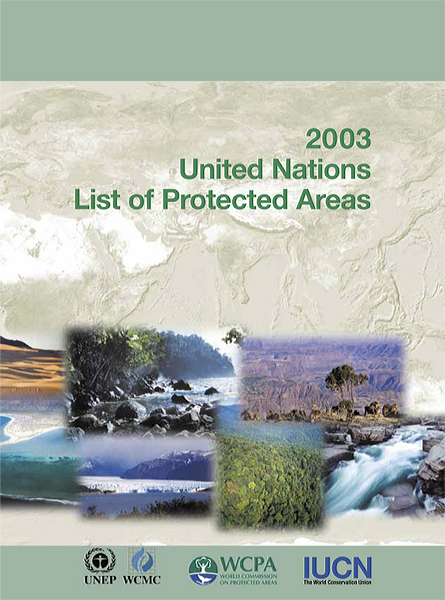
United Nations List of Protected Areas, 13. Ausgabe, 2003

Die United Nations List of Protected Areas, kurz UN List of Protected Areas (wörtlich „UN-Liste geschützter Gebiete“), ist eine von den Vereinten Nationen initiierte Liste aller Schutzgebiete der Welt. Die erste Ausgabe erschien 1961/1962 in zwei Teilen. Die 15. und bisher letzte Ausgabe wurde im Jahr 2018 publiziert.
Die Liste wurde ursprünglich UN List of National Parks and Equivalent Reserves genannt, später UN List of National Parks and Protected Areas und ab 1997 UN List of Protected Areas. Sie wurde von zunächst der IUCN (International Union for Conservation of Nature and Natural Resources) gepflegt, später gemeinsam von der IUCN und dem UNEP World Conservation Monitoring Centre (UNEP-WCMC).

## Geschichte

### 1. Ausgabe
Die Geschichte der UN-Liste der Schutzgebiete begann mit der Resolution 713 des UN Economic and Social Council aus dem Jahr 1959 und der Resolution 810 dieses Gremiums aus dem Jahr 1962, die beide im Dezember 1962 von der Generalversammlung der Vereinten Nationen verabschiedet wurden. Diese Resolutionen waren eine Reaktion darauf, dass es in zahlreichen Ländern Schutzgebiete gab und die Vereinten Nationen die Bedeutung von Nationalparks und ähnlichen Schutzgebieten für einen nachhaltigen Umgang mit der Natur erkannt hatten.
Die erste Ausgabe der Liste erschien 1961 und 1962 in zwei Teilen. Der erste Teil hatte noch einen vorläufigen Charakter, er fasste die Angaben zusammen, die die beteiligten Länder bis Dezember 1960 bereitgestellt hatten. Der zweite Teil von 1962 enthielt Ergänzungen und Korrekturen zum ersten Teil. Die komplette erste Ausgabe wurde bei der ersten World Conference on National Parks verabschiedet, die vom 30. Juni bis 7. Juli 1962 in Seattle stattfand. Bei der Konferenz wurden Definitionen und Standards für Schutzgebiete beschlossen, die für die weitere Erarbeitung der Liste maßgeblich waren.

### 2. bis 10. Ausgabe
Die nächsten neun Ausgaben erschienen in den Jahren 1966/71, 1972 (als Addendum zur vorigen Ausgabe), 1973, 1974, 1975, 1980, 1982, 1985 und 1990. Die ersten zehn Ausgaben bis 1990 wurden ausschließlich in gedruckter Form veröffentlicht. Sie wurden von der Commission on National Parks and Protected Areas (CNPPA) (deutsch: Kommission für Nationalparks und geschützte Gebiete) erstellt, die von der IUCN eigens für die Belange der Nationalparks gegründet wurde.
Auf der zweiten World Conference on National Parks, die 1972 in dem der Welt ältestem Nationalpark, dem Yellowstone National Park abgehalten wurde, zählte die Liste der UN etwas mehr als 1.200 registrierte Schutzgebiete.
1979 eröffnete die IUCN in Cambridge ein Büro, welches sich um die Entwicklung des Arten- und Naturschutzes kümmern sollte. In diesem Büro wurde dann 1981 von der CNPPA mit dem Aufbau der Protected Areas Data Unit begonnen, einer Datenbank, die die steigende Anzahl an geschützten Gebieten und die wachsende Menge an Daten bewältigen sollte und gleichzeitig damit alle relevanten Informationen zu gewünschten Gebieten schnell verfügbar machen konnte.
Infolge dieser Aufbauarbeit und der Korporation zwischen der IUCN und der UNEP wurde 1982 auf der World Conference on National Parks in Bali, Indonesien die 8. Ausgabe veröffentlicht. In dieser neuen Liste wurde erstmals die Kategorisierung der geschützten Gebiete nach IUCN-Management-Kategorien vorgenommen und die Beschränkung auf eine Mindestgröße aufgehoben. Die Aufnahme in die UN-Liste erfolgte aber auch unabhängig davon, ob die IUCN ihrerseits dem jeweiligen Gebiet eine ihre Kategorie zugeordnet hatte und damit in ihre offizielle Liste aufnahm oder nicht.

### 11. bis 15. Ausgabe
Seit der 11. Ausgabe (1993) werden die Daten zusätzlich in die World Database on Protected Areas (WDPA) eingestellt und sind damit im Internet frei zugänglich.
Ab der 12. Ausgabe (1997) wurde der heutige Titel United Nations List of Protected Areas verwendet. Die 12. Ausgabe erfasste mehr als 30.000 Schutzgebiete mit einer Fläche von insgesamt 13,2 Millionen km². Der Anteil der Landflächen entsprach fast 8 Prozent der Landfläche der Erde, hinzu kamen Süßwasserflächen und 1,5 Millionen km² Meeresfläche.
Die 13. Ausgabe (2003) erfasste 100.000 Schutzgebiete mit einer Gesamtfläche von 17,1 Millionen km². Diese Liste wurde auf der fünften World Conference on National Parks freigegeben, die 2003 in Durban (Südafrika) stattfand. Sie bot erstmals eine umfassende Darstellung aller bekannten Schutzgebiete; wegen ihres Umfangs wurde sie nicht mehr in gedruckter Form veröffentlicht. Die Daten sind aber in der WDPA-Datenbank online verfügbar.
Die 14. Ausgabe (2014) erfasste mehr als 209.000 Schutzgebiete mit einer Gesamtfläche von 30 Millionen km².
Die 15. Ausgabe (2018) erfasste 238.563 Schutzgebiete mit einer Gesamtfläche von mehr als 46 Millionen km². Die Gesamtfläche der geschützten Meeresgebiete hatte sich im Vergleich zur 14. Ausgabe (2014) mehr als verdoppelt. Die Zahlen belegten einen Trend zu größeren Schutzgebieten: In den vier Jahren seit 2014 waren rund neue 30.000 Schutzgebiete hinzugekommen, in den zehn Jahren bis 2014 waren es rund neue 100.000 Schutzgebiete gewesen, aber der gesamte Flächenzuwachs war in den beiden Zeiträumen ungefähr gleich.